# Cantón de Aix-les-Bains-Centro
El cantón de Aix-les-Bains-Centro (en francés canton d'Aix-les-Bains-Centre) era una división administrativa francesa, que estaba situada en el departamento de Saboya y la región de Ródano-Alpes.

## Composición
El cantón estaba formado por una fracción de la comuna que le daba su nombre:
- Aix-les-Bains (fracción)

## Supresión del cantón
En aplicación del decreto n.º 2014-272 del 27 de febrero de 2014, el cantón de Aix-les-Bains-Centro fue suprimido el 1 de abril de 2015 y la fracción de la comuna que le daba su nombre se unió con las demás fracciones para que, por medio de una reestructuración cantonal, fueran creados los nuevos cantones de Aix-les-Bains-1 y Aix-les-Bains-2.